# Joshua Nkomo
Joshua Mqabuko Nyongolo Nkomo (19 de junio de 1917, Reserva Semokwe, Matabelelandia Meridional, Rodesia-1 de julio de 1999, Harare, Zimbabue) fue un nacionalista zimbabuense.
Ayudó a liderar la guerra de guerrillas en contra del dominio blanco en Rodesia, pero sus fuerzas desempeñaron un rol menos importante que las de Robert Mugabe. Como líder de la Unión del Pueblo Africano de Zimbabue (ZAPU), Nkomo se convirtió en un adversario de Mugabe por mucho tiempo. Ambos participaron en un gobierno de coalición entre 1980 y 1982, pero Nkomo fue destituido después de la ruptura entre ellos.
La ZAPU y la Unión Nacional Africana de Zimbabue (ZANU) de Mugabe, se fusionaron en 1987 para formar el Unión Nacional Africana de Zimbabue - Frente Patriótico y Nkomo fue nombrado vicepresidente del gobierno de Mugabe en 1990.

### Religión
Nkomo tenía un capellán de la Iglesia Presbiteriana del Sur de África en sus días de milicia, y fue ordenado predicador metodista laico. Descrito como «feligrés no ardiente» en 1962, volvió a predicar a raíz de su retiro. Proclamó su respeto por las Religiones tradicionales africanas y utilizó sus ceremonias y simbolismo en sus campañas políticas. En sus últimos años se convirtió al catolicismo romano.